# Motta Sant'Anastasia
Motta Sant'Anastasia är en ort och kommun i storstadsregionen Catania, innan 2015 provinsen Catania, i regionen Sicilien i sydvästra Italien. Kommunen hade 12 189 invånare (2017).